# Folgore (cacciatorpediniere)
Il Folgore è stato un cacciatorpediniere della Regia Marina.

## Storia
Una volta in servizio divenne capoclasse della VIII Squadriglia Cacciatorpediniere, insieme ai gemelli Fulmine, Lampo e Baleno.
Alle 14.10 del 7 luglio 1940 salpò da Taranto unitamente ai gemelli, alle corazzate Giulio Cesare e Conte di Cavour ed alla VII Squadriglia Cacciatorpediniere (Freccia, Dardo, Saetta, Strale) in appoggio ad un convoglio per la Libia (formato dai trasporti truppe Esperia e Calitea e dalle motonavi Marco Foscarini, Francesco Barbaro e Vettor Pisani, che fruivano la scorta delle torpediniere Orsa, Procione, Orione, Pegaso, Abba e Pilo).
Questa formazione si riunì poi con la I e II Squadra Navale, prendendo parte alla battaglia di Punta Stilo del 9 luglio.
All'inizio del 1941 subì alcuni lavori di modifica, che comportarono lo sbarco di tutte le mitragliere preesistenti e la loro sostituzione con 6 mitragliere da 20 mm.
Il 9 gennaio bombardò, unitamente ai cacciatorpediniere Ascari, Fulmine e Carabiniere, le posizioni greche a Porto Palermo.
Il 5 marzo salpò da Napoli scortando, insieme ai cacciatorpediniere Lampo, da Noli, Vivaldi e Malocello, i trasporti tedeschi Ankara, Reichenfels, Marburg e Kybfels; dopo una tappa a Palermo l'8, l'indomani il convoglio proseguì per la Libia.
Il 28 marzo scortò verso Tripoli, insieme ai cacciatorpediniere Dardo e Strale, un convoglio composto dai mercantili Galilea, Heraklea, Ruhr, Samos ed Adana: le navi furono attaccate dal sommergibile britannico Utmost, che affondò l'Heraklea e danneggiò la Ruhr.
Dal 21 al 24 aprile scortò (insieme ai cacciatorpediniere Turbine, Saetta e Strale) un convoglio formato dai trasporti Giulia, Castellon, Arcturus e Leverkusen sulla rotta Napoli-Tripoli.
Il 1º maggio fece parte (insieme ad altri tre cacciatorpediniere) di un convoglio di cinque mercantili che fu attaccato dal sommergibile HMS Upholder: in un primo attacco fu colpita a morte la motonave Arcturus e seriamente danneggiata un'altra, la Leverkusen, affondata più tardi con il lancio di altri siluri.
Il 16 maggio lasciò Napoli per scortare, insieme ai cacciatorpediniere Turbine, Euro, Fulmine e Strale, un convoglio formato dai piroscafi Preussen, Sparta, Capo Orso, Motia e Castelverde e dalla nave cisterna Panuco (cui si aggregò poi la nave cisterna Superga): le navi arrivarono in porto il 21, nonostante una collisione tra il Preussen e la Panuco ed un infruttuoso attacco del sommergibile HMS Urge al Capo Orso ed alla Superga.
Il 21 luglio fu caposcorta di un convoglio (della cui scorta facevano parte anche i cacciatorpediniere Fulmine, Saetta ed Euro) composto dai piroscafi Maddalena Odero, Nicolò Odero, Caffaro e Preussen in rotta Napoli-Tripoli, cui poi si aggiunsero la nave cisterna Brarena, il cacciatorpediniere Fuciliere e la torpediniera Pallade: aerosiluranti Fairey Swordfish dell'830° Squadron britannico attaccarono le navi l'indomani al largo di Pantelleria, affondando il Preussen e la Brarena.
Il 13 agosto salpò da Napoli per scortare a Tripoli, insieme ai cacciatorpediniere Vivaldi, Malocello, Strale e Fulmine ed alla torpediniera Orsa, un convoglio composto dai trasporti Andrea Gritti, Rialto, Vettor Pisani, Francesco Barbaro e Sebastiano Venier; tale convoglio giunse indenne il 15 nonostante attacchi aerei (durante i quali esplose accidentalmente un cannone del Vivaldi) e subacquei.
Il 1º settembre salpò da Napoli per scortare, insieme ai cacciatorpediniere da Recco, Dardo e Strale, le motonavi Andrea Gritti, Rialto, Vettor Pisani, Sebastiano Venier e Francesco Barbaro; il 3 il convoglio fu attaccato da aerei e l'Andrea Gritti, incendiata da aerei, saltò in aria con la morte di 347 uomini, mentre la Francesco Barbaro, danneggiata, dovette essere rimorchiata a Messina dal Dardo con l'assistenza dei cacciatorpediniere Ascari e Lanciere; il resto del convoglio giunse a Tripoli l'indomani.
Il 5 settembre salpò da Tripoli per scortare a Napoli, insieme ai cacciatorpediniere Da Recco, Freccia e Strale cui poi si aggiunse la torpediniera Circe, il piroscafo Ernesto, la motonave Col di Lana e la nave cisterna Pozarica; il 7 settembre l'Ernesto fu silurato e danneggiato dal sommergibile olandese O 21 al largo di Pantelleria fu condotto a Trapani da Strale e Circe (arrivandovi l'8), mentre il resto del convoglio proseguiva per Napoli (ove giunse l'indomani).
Il 24 settembre, inquadrato nella XIV Squadriglia Cacciatorpediniere (Da Recco e Pessagno) lasciò Napoli insieme al resto della XIV Squadriglia, alle corazzate Vittorio Veneto e Littorio ed alla XIII Squadriglia Cacciatorpediniere (Granatiere, Fuciliere, Bersagliere, Gioberti) per intercettare un convoglio britannico, ma non vi riuscì.
Dal 16 al 19 ottobre fece parte della scorta (cacciatorpediniere Gioberti, Fulmine, Usodimare, da Recco, Sebenico) di un convoglio in navigazione da Napoli a Tripoli (trasporti Beppe, Marin Sanudo, Probitas, Paolina e Caterina), cui si aggregarono poi il motopeschereccio Amba Aradam e la torpediniera Cascino; il Beppe fu silurato il 18 dal sommergibile HMS Ursula, dovendo essere preso a rimorchio dal rimorchiatore Max Barendt ed assistito dal Da Recco e dalla torpediniera Calliope (giunse a Tripoli il 21), mentre il Caterina affondò nel punto a 62 miglia per 350° da Tripoli in seguito ai danni riportati in un attacco aereo; il resto del convoglio giunse a Tripoli il 19.
Il 3 marzo 1942 si trovava a Palermo quando fu colpito nel corso di un bombardamento aereo; i danni furono comunque lievi.
Il 14 giugno lasciò Taranto unendosi alla squadra navale (corazzate Littorio e Vittorio Veneto, incrociatori pesanti Trento e Gorizia, incrociatori leggeri Garibaldi e Duca d'Aosta, 12 cacciatorpediniere) che avrebbe dovuto attaccare il convoglio britannico «Vigorous» nel corso della Battaglia di mezzo giugno; le due formazioni non vennero in contatto ma quella inglese, per via della superiorità navale italiana e dei continui attacchi aerei, si ritirò rinunciando all'obiettivo di rifornire Malta.
Scortò vari convogli, tra i quali il «Monviso».
Nel corso dell'anno ricevette, in seguito a lavori di modifica, un altro impianto binato di mitragliere da 20 mm e soprattutto un apparato «Metox» che permetteva di rilevare la presenza di altre unità dotate di radar.

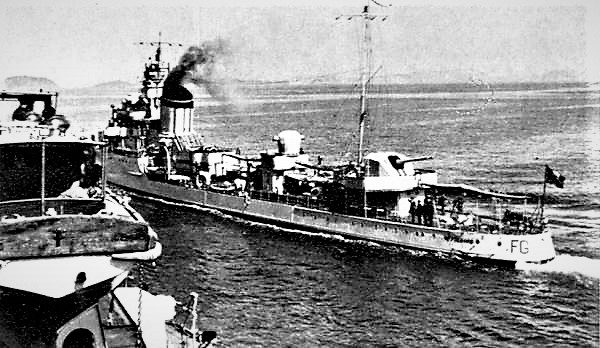
Un'altra immagine del Folgore

Tra il 3 ed il 5 agosto scortò un convoglio composto dalle motonavi Ankara, Nino Bixio e Sestriere (con destinazione Tobruk per la prima e Bengasi per le altre due; il carico era costituito da 92 carri armati, 340 automezzi, 3 locomotive, una gru, 292 militari, 4381 t di combustibili ed olii lubrificanti, 5256 t di altri rifornimenti), insieme ai cacciatorpediniere Corsaro, Legionario, Freccia, Grecale e Turbine, nonché le torpediniere Partenope e Calliope; le navi giunsero a destinazione nonostante numerosi attacchi aerei; in quell'occasione si verificò peraltro il primo attacco condotto da velivoli statunitensi contro unità italiane (si trattò di un attacco di bombardieri Consolidated B-24 Liberator).
Il 27 agosto fu nuovamente colpito da aerei e danneggiato.
Il 4 ottobre, a mezzanotte, salpò da Brindisi per scortare – insieme al cacciatorpediniere Zeno ed alla torpediniera Antares, cui poi si aggiunsero i cacciatorpediniere Saetta e Camicia Nera – la motonave Sestriere, diretta a Bengasi con un importante carico (3030 t di combustibili, 70 di munizioni, 28 carri armati, 144 veicoli, 1060 t di altri materiali). Nonostante continui attacchi di bombardieri statunitensi, le unità giunsero in porto indenni alle 11.30 del 7 ottobre.
Alle otto di sera del 12 ottobre salpò da Brindisi di scorta, insieme al cacciatorpediniere Da Recco ed alle torpediniere Ardito e Clio, alla moderna motonave D'Annunzio; il convoglio si congiunse poi con un altro proveniente da Corfù (torpediniera Partenope e cacciatorpediniere Lampo di scorta alla motonave Foscolo); e giunse indenne in porto il 14, nonostante continui attacchi aerei che vennero respinti con il fuoco delle armi di bordo. Il Folgore (che negli attacchi aerei aveva avuto alcuni feriti a bordo) e le altre unità della scorta ripartirono in giornata e scortarono poi le motonavi Sestriere e Ruhr in rotta di rientro, senza venire attaccati.
Il 4 novembre scortò indenne a Tripoli (insieme al cacciatorpediniere tedesco Hermes ed alle torpediniere Ardito ed Uragano), nonostante ripetuti attacchi aerei britannici, un convoglio composto dalla nave cisterna Portofino e dai trasporti Col di Lana ed Anna Maria Gualdi.
Il 26 novembre, mentre stava scortando un convoglio per Biserta, fu distaccato a recuperare i superstiti della torpediniera Circe, accidentalmente speronata ed affondata dal mercantile Città di Tunisi.
Il 28 novembre, di pomeriggio, salpò da Biserta di scorta, insieme al cacciatorpediniere Maestrale ed all'Animoso, all'incrociatore ausiliario Città di Napoli: quest'ultimo fu scosso, alle 22.40, da un'esplosione a prua ed affondò dopo una cinquantina di minuti, al largo di Capo San Vito Siculo; il Folgore e le altre unità svolsero caccia antisommergibile ma, non avendo individuato bersagli, si ritenne che l'affondamento del Città di Napoli fosse dovuto ad una mina. Folgore e Maestrale provvidero a recuperare l'equipaggio della nave affondata.
Alla mezzanotte del 2 dicembre salpò da Palermo al comando del capitano di corvetta Ener Bettica per scortare a Palermo, insieme ai cacciatorpediniere Da Recco e Camicia Nera ed alle torpediniere Procione e Clio, il convoglio «H» (trasporti truppe Aventino e Puccini, trasporto militare tedesco KT 1, traghetto Aspromonte, con a bordo in tutto 1766 militari, 698 t di materiali, soprattutto munizioni, 32 automezzi, 4 carri armati, 12 pezzi d'artiglieria). Mediante l'organizzazione Ultra la Royal Navy venne a sapere del convoglio e inviò contro di esso la Forza Q (incrociatori leggeri HMS Aurora, HMS Sirius ed HMS Argonaut, cacciatorpediniere HMS Quentin e HMAS Quiberon). Alle 00.37 le navi britanniche intercettarono il convoglio «H» e lo attaccarono presso il banco di Skerki (costa tunisina): nel violento scontro, che si protrasse per un'ora, furono affondati tutti i trasporti (tranne il Puccini, irrimediabilmente danneggiato ed autoaffondato in un secondo tempo) e gravemente danneggiati Da Recco e Procione. Il Folgore, che si trovava di poppa al convoglio, rilevò la presenza delle navi nemiche con il «Metox» e, all'ordine di contrattacco lanciato dal caposcorta (capitano di vascello Aldo Cocchia del Da Recco) fu la prima unità ad eseguirlo: si portò a soli 1000 metri dall'Aurora e gli lanciò tre siluri, poi ne lanciò altri contro il Sirius, tutti a vuoto (anche se si ritenne che quest'ultimo fosse stato colpito da due siluri) e, mentre ripiegava, aprì il fuoco con le artiglierie: le vampe dei cannoni permisero però alle unità inglesi di individuarlo e centrarlo ripetutamente con il loro tiro. Colpito da almeno nove proiettili (specialmente dal Sirius), in fiamme ed immobilizzato, in corso di allagamento, il Folgore continuò a sparare sino ad esaurire tutte le munizioni delle riservette del calibro principale, poi, all'1.16, si capovolse ed affondò nel punto 37°43' N e 11°16' E, portando con sé oltre metà dell'equipaggio.
Scomparvero in mare il comandante Bettica (volontariamente inabissatosi con la sua unità), altri 3 ufficiali, 13 sottufficiali e 107 tra sottocapi e marinai. Alla memoria del comandante Bettica fu conferita la Medaglia d'oro al valor militare.
Il Folgore aveva effettuato complessivamente 155 missioni di guerra (4 con le forze navali, 8 di caccia antisommergibile, una di bombardamento controcosta, 77 di scorta convogli, 14 addestrative e 51 di trasferimento o di altro tipo), percorrendo 56.578 miglia e trascorrendo 33 giorni ai lavori.

### Comandanti
Capitano di fregata Luigi Liannazza (nato a Brescia il 10 agosto 1902) (10 giugno 1940 - febbraio 1941)
Capitano di fregata Ernesto Giuriati (nato a Parma l'8 ottobre 1902) (febbraio 1941 - 9 febbraio 1942)
Capitano di corvetta Renato D'Elia (nato a Massa Carrara il 23 febbraio 1906) (10 febbraio - 30 novembre 1942)
Capitano di corvetta Ener Bettica (nato a Castagnole Lanze il 5 febbraio 1907) (+) (1 e 2 dicembre 1942)